# Kanako Inuki
Kanako Inuki (犬木加奈子?, Inuki Kanako; Hokkaidō, 28 novembre 1958) è una fumettista giapponese.

## Biografia
Nata nell'Hokkaido si trasferisce a Tokyo in tenera età. Il suo genere si può sintetizzare come una commistione tra orrore e shōjo, caratterizzato da toni umoristici e sarcastici e dall'influenza della tradizione folcloristica giapponese. È stata molto influenzata dalle opere di Kazuo Umezu e Hideshi Hino con il quale ha collaborato.Assieme a quelle di Kazuo Umezu, Hideshi Hino, Junji Ito, Rei Mikamoto le sue opere rappresentano la forma più pura del manga horror giapponese tanto da farle guadagnare l’appellativo di regina del genere.
Lei stessa dichiara come molte delle sue storie derivino direttamente da personali esperienze di vita: essendo una bambina timida e introversa aveva paura della scuola e dei suoi dei coetanei. I bambini, dichiara, sono generalmente puri di cuore, ma è questa purezza che rende la loro crudeltà ancora più crudele. La sua opera si fa, infatti, più incisiva e vigorosa quando racconta l’orrore dal punto di vista dei bambini: Bukita Kun (不気田くん?) è la triste storia di un giovane zombi in cerca di amore e accettazione; in School Zone (スクールゾーン?), di ambientazione scolastica, una serie sui bambini comuni incontrano l’orrorifico nella loro stessa scuola, scoprendo che molte storie di fantasmi, leggende urbane e superstizioni sono orribilmente reali; in Tatari (不思議のたたりちゃん?, Fushigi no Tatari chan), sempre di ambientazione scolastica, la piccola Kamino Tatari, dall’aspetto sgraziato e goffo, è vittima di bullismo e per quanto di natura gentile, a causa delle vessazioni, prende in lei il sopravvento una natura diabolica e sovrumana trasformando, per contrappasso, i suoi persecutori in vittime di metamorfosi e pene disumane.
Stilisticamente, il tratto del disegno è sempre molto minuzioso, dettagliato e ricco di particolari, in questa cornice stilistica risulta straniante la figurazione dei personaggi in maniera deforme, caricaturale e grottesca.

## Opere

### Pubblicate in Giappone
- Bukita-kun  ( 不気田くん?), 1ª ed., Kadokawa Shoten, 1988.
- Kurayami Douwashuu  ( 暗闇童話集?), collana KC Friend magazine, 1ª ed., Kodansha, 1988.
- Mayonaka no Meiro  (真夜中の迷路 ?), 1ª ed., Kodansha, 1989.
- Hell Mother  ( ヘル・マザー ?), 1ª ed., Kodansha, 1990.
- Kanaerareta Negai  ( かなえられた願い ?), 1ª ed., Kodansha, 1991.
- Fushigi no Tatari-chan  ( 不思議のたたりちゃん ?), 1ª ed., Kodansha, 1991.
- Kaiki Ningyoukan  ( 怪奇人形館?), 1ª ed., Kodansha, 1992.
- Present ( プレゼント?), 1ª ed., Akita Shoten, 1993.
- Doko ni demo Aru Chotto Kowai Hanashi  ( どこにでもある ちょっと怖い話 ?), 1ª ed., Bunkasha, 1993.
- Kuchisake Onna Densetsu  ( ど口裂け女伝説 ?), 1ª ed., Kodansha, 1995.
- Obaa-chan no Kowai Hanashi  ( おばあちゃんの怖い話 ?), 1ª ed., Kodansha, 1995.
- 13-nin no Short Suspense & Horror  ( 13 のショートサスペンス＆ホラー ?), 1ª ed., Bunkasha, 1996.
- Inuki Kanako no Chimamire Ehon  (犬木加奈子の血まみれ絵本 ?), 1ª ed., Kodansha, 1996.
- School Zone  ( スクールゾン ?), collana SP Comics, 1ª ed., Leed, 1996.
- Kaidan  ( 怪談 ?), 1ª ed., Kodansha, 1996.
- Sasori Onee-sama  ( 怪談 ?), 1ª ed., Kadokawa Shoten, 1996.
- Inuki Kanako no Daikyoufu!  (犬木加奈子の大恐怖! ?), 1ª ed., Kodansha, 1997.
- Hadaka no Jou-sama  ( 裸の女王様 ?), collana SP Comics, 1ª ed., Leed, 1998.
- Jigokudori  (地獄鳥 ?), 1ª ed., Kodansha, 1998.
- Warau Niku-men  (笑う肉面 ?), 1ª ed., Kodansha, 1998.
- Shin Bukita-kun  (真・不気田くん ?), 1ª ed., Kadokawa Shoten, 1999.
- Shin Fushigi no Tatari-chan  (新不思議のたたりちゃん ?), 1ª ed., Kadokawa Shoten, 1999.
- Yume Shoujo Nemuri  (夢少女ネムリ ?), 1ª ed., Kodansha, 1999.
- Hakken Densetsu Youkai Satomi Chuugaku  (八犬伝説妖怪里見中学 ?), collana SP Comics, 1ª ed., Leed, 1999.
- Aroette no Uta  (アロエッテの歌 ?), 1ª ed., Bunkasha, 2000.
- Batsu Kaburi  (罰かぶり~丸山遊郭哀史 ?), 1ª ed., Bunkasha, 2016.
- Horror Anthology Comic Shikaku  (ホラーアンソロジーcomic 死角 ?), 1ª ed., Bunkasha, 2016.